# Pinanga johorensis
Pinanga johorensis là loài thực vật có hoa thuộc họ Arecaceae. Loài này được C.K.Lim & Saw miêu tả khoa học đầu tiên năm 1998.